# 鴻之舞鉱山

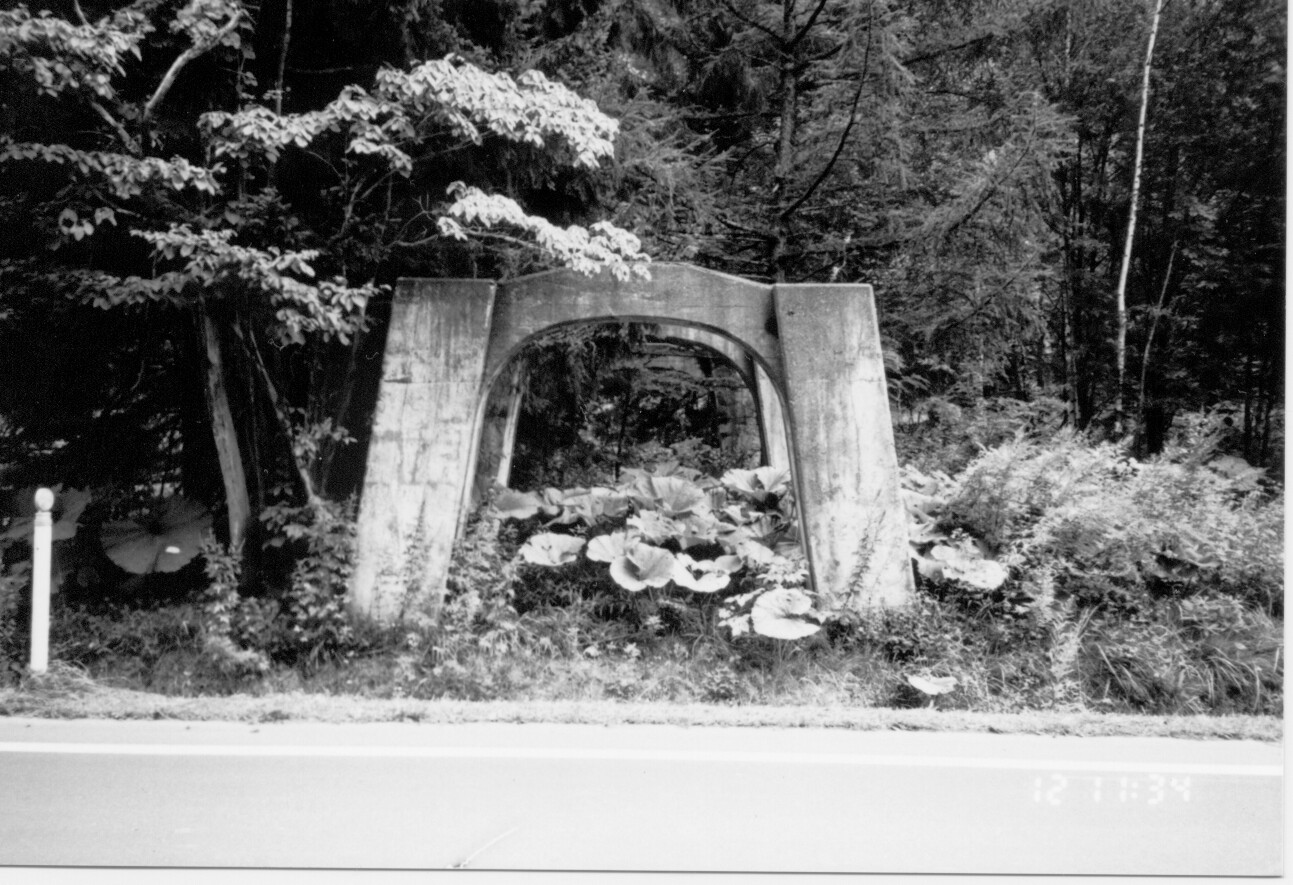
林の中に埋もれつつあるコンクリート製構造物。トロッコの橋脚であろうか（1994年撮影）。

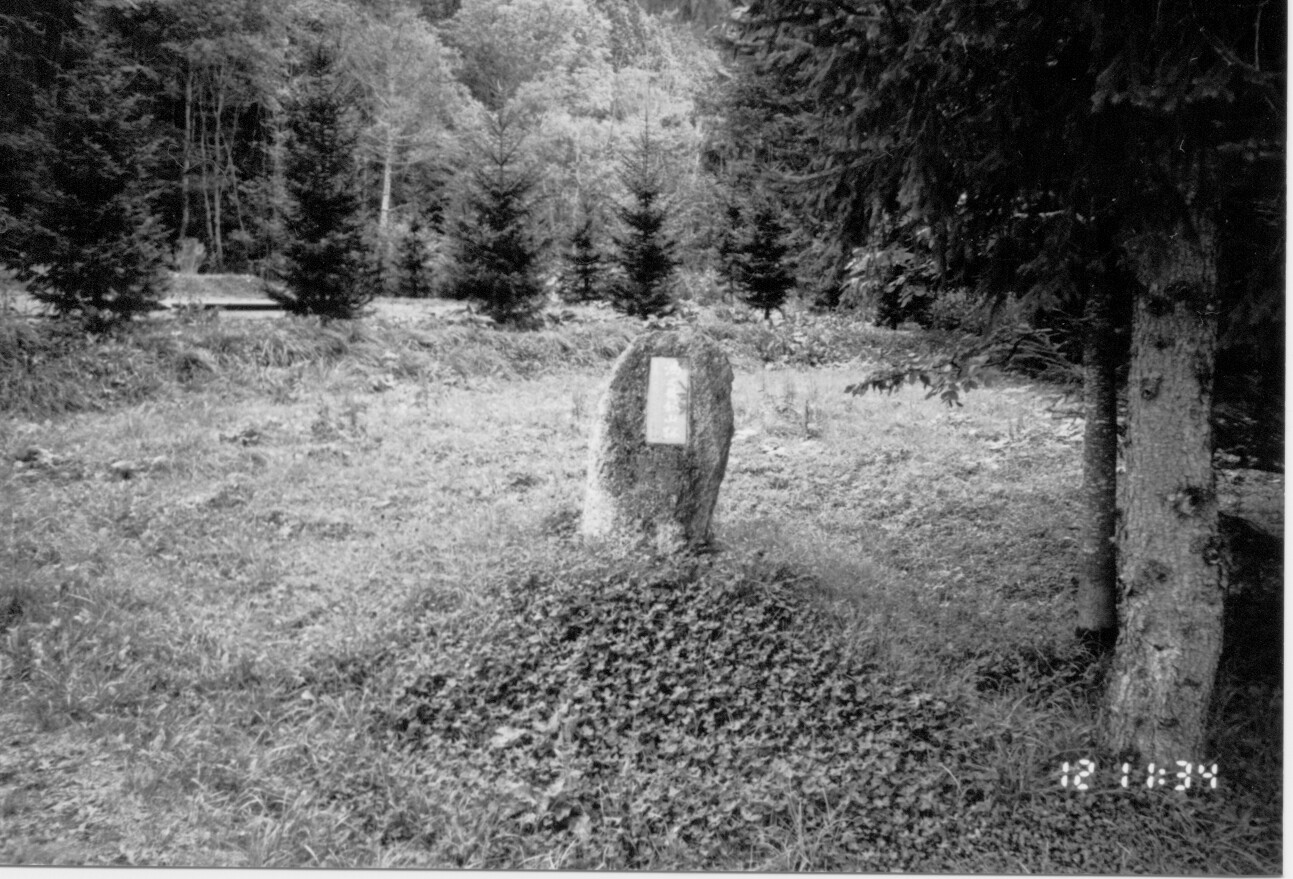
かつて、ここに鉱山があったことを示す小さな石碑（1994年撮影）。

鴻之舞鉱山（こうのまいこうざん）は、北海道紋別市にかつて存在していた鉱山。住友金属鉱山によって経営されていた。

## 概要
紋別市鴻之舞にある。鴻之舞は、紋別市の中心市街地であるオホーツク海側から約25キロ程度、遠軽町の旧丸瀬布町方面に南下した地点である。
この地を含めて、オホーツク海側、特に北オホーツク枝幸のパンケナイ、ウソタンナイなどの川では、明治30年代頃に砂金が発見され、砂金掘りたちが集まり、「ゴールドラッシュ」となった。
枝幸より南に位置する紋別の鴻之舞・藻鼈川沿いの元山付近で、1915年（大正4年）に鉱床が発見されると、鉱区設定を巡る紛争が起きた。結果的に有志による組合により鉱区設定が許され操業が開始されるが、1917年（大正6年）に住友（のちの住友金属鉱山）が90万円で経営権を得て、以降1973年（昭和48年）に至るまで操業を続けた。
鴻之舞鉱山は、元山鉱・倶知安鉱を中心に、金・銀・銅などを産出したが、中でも金の埋蔵量は佐渡金山・菱刈金山に次ぐ日本で第三位の産金の実績であり、1940年（昭和15年）には年間金2.5トン、銀46トンを産出。1955年（昭和30年）には金年間2.98トンの最高産出量を記録した。操業開始から1973年の閉山まで、金72.6トンと銀1,234トンを産出した。
鉱山の発展に合わせて、鉱山労働者とその家族の居住する街区が、藻鼈川・道道に沿って形成され、最盛期（1942年頃）には人口14,640人を数えるまでになった。しかし、1943年（昭和18年）には戦争の激化による産業統制の一環として金は不要不急の鉱物とされたため、産金部門で働く労働者の多くが産銅部門や住友系列の他の事業所に配置替えとなったため、一時的に地域の人口は激減した。戦時中は1937年（昭和12年）に勃発した日中戦争の長期化により鉱山労働者が次々と徴兵され、ついには操業に支障をきたすようになった。このため親会社の住友は朝鮮総督府や企画院に対して大陸からの労働者補充を幾度に渡り要請し、1939年（昭和14年）には、政府の労務動員計画に基づく朝鮮人労働者の移入が開始された。
第二次世界大戦後、1948年に操業を再開したが金価格が下落し、資源も涸渇したことから、1973年に住友金属鉱山は鴻之舞鉱山の閉山を決めた。閉山後も沈殿池のみ稼働している。

## 輸送
1932年（昭和7年）から1952年（昭和27年）にかけて、石北本線丸瀬布駅と鴻之舞を結ぶ索道「鴻丸索道」による物資輸送が行われている。
鉱山が栄えたころの1943年（昭和18年）からは、1948年（昭和23年）までの短い期間であったが、紋別中心地と鴻之舞との間に鴻紋軌道が敷設されていた。軌道は物資輸送等に使用されたが、現在は道道紋別丸瀬布線が通るのみである（2009年（平成21年）に新道へ切り替えられたため、通年通行可）。
1949年（昭和24年）には、紋別市街と鴻之舞を結ぶために北紋バスが設立され、バス路線が開設された。「上藻別」地区へ走る路線はかつての紋別市街と鴻之舞を結ぶ路線の名残であり、路線名は「鴻之舞線」で変わっていない。

## 遺構
木製の構造物は既に朽ち果て、集落もないが、大煙突、発電所跡、学校の側壁跡などのコンクリートやレンガ製の構造物が藪や林の中に散見される。鉱山があったことを示す碑、鉱山犠牲者の慰霊碑が建立されている。
鴻之舞鉱山と紋別市街の中継点として道路沿いに旧上藻別駅逓所（1926年建設）がある。国の登録有形文化財として登録され、鉱山の歴史を伝える金鉱石と機材を展示する鴻之舞金山資料館として2005年に開館した。鴻之舞鉱山のOB有志らが上藻別駅逓保存会を結成して管理・運営にあたっている。
また坑内軌道で使用されていた1954年協三工業製3tディーゼル機関車が丸瀬布森林公園いこいの森（遠軽町丸瀬布上武利、3005号）、旧上藻別駅逓所（3006号）で保存されているほか、人車、チップラー装置で反転して積み荷の鉱石を鉱井に落とすチップラー用鉱車、軌道横のダンパー装置で片側面が開くグランピー鉱車、切羽で鉱車に鉱石を積み込むバケットローダーが両機関車とともにそれぞれで保存されている。
2024年6月、倒壊の危険があるため精錬所の煙突の解体が開始された。1938年頃に完成した高さ45mの煙突で、1973年に閉山するまでボイラーや焼却炉のために使用された。

## 所在地
- 北緯44度7分30.9秒 東経143度21分9.1秒 / 北緯44.125250度 東経143.352528度
- 紋別市鴻之舞 - 地理院地図
- 鴻之舞鉱山 - Google マップ